# Юрка Витьбич
Ю́рка Ви́тьбич (настоящее имя Серафи́м (или Гео́ргий) Щербако́в; 2 (15) июня 1905, Велиж, Витебская губерния, Российская империя — 6 января 1975, Саут-Ривер, Нью-Джерси, США; псевдонимы: Юрка Стукалич, Алесь Крижанич) — советский и впоследствии американский белорусский общественный деятель-коллаборационист, писатель, публицист, краевед и деятель эмиграции в Америке.

## Биография
Родился в городе Велиж (ныне Смоленская область, Российская Федерация) в семье священника. Окончил гимназию, учился в педагогическом техникуме. В 1922—1933 годах работал в Москве на химических заводах. Входил в литобъединение «Узвышша». В 1939 году был принят в Союз писателей СССР.
Во время Великой Отечественной войны находился на оккупированной территории, сотрудничал с оккупационным режимом, проявлял большую писательскую активность, его произведения печатались во многих журналах. Был членом так называемого Центрального правительства Белорусского культурного сплочения. Издал в этот период времени два сборника публицистики — «Велижские повстанцы» и «Национальные Святыни», выступал в печати со статьями по истории Белоруссии. Был назначен редактором литературно-художественного журнала «Узвышша», ни одного номера которого так и не вышло. В 1943 году перевёз из Витебска в Полоцк останки Евфросинии Полоцкой.
В 1944 году выехал на Запад. В Германии в 1946 году вместе с Н. Арсеньевой создал литературное объединение «Шыпшына», председателем которого стал сам и издавал одноимённый журнал (до 1950 года вышло 10 номеров). Организовал издание журнала «Зьвіняць званы Сьвятой Сафіі», редактировал «Беларускі голас», печатался в других СМИ. Выступал на Радио «Свобода». Позже жил в США.
Дебютировал в печати в 1929 году рассказом (журнал «Узвышша»). Автор сборников прозы «Смерть Ирмы Лайминг» (1932), «Формула сопротивления костей» (1937). В эмиграции издал книгу исторических очерков «Плыве з-пад Сьвятое гары Нёман» (Мюнхен, 1956) и сборник статей на русском языке «Мы дойдём» (Нью-Йорк, 1975). Опубликовал в периодической печати ряд рассказов. Активность проявлял также в области журналистики, множество его произведений было напечатано в «Беларуси», «Новом русском слове».

## Творчество

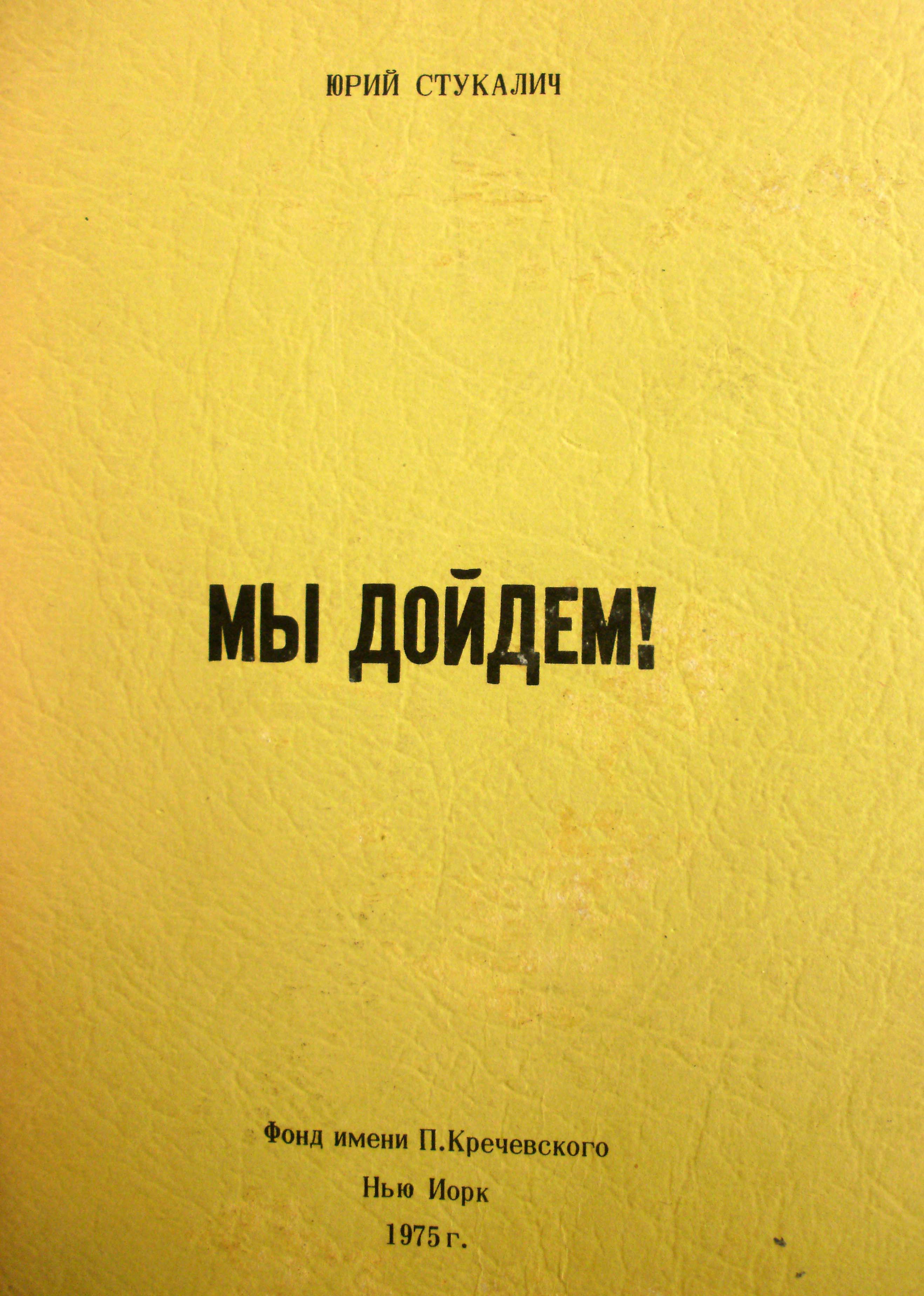
Юрка Витьбич, Мы дойдём!, 1975

### Книги, брошюры

#### 1944
- Вяліскія паўстанцы. Гэньдзікаўскія змагары. — Бэрлін, 1944. — 32 с. — (Народная Бібліятэчка; № 4).
- Нацыянальныя сьвятыні: Мастацкія нарысы. — Бэрлін, 1944. — 31 с. — (Народная Бібліятэчка; 1).

#### 1975
- Мы дойдём! Очерки, статьи, фельетоны / Ю. Стукалич. — Нью-Йорк, 1975. — 154 с.

#### 2011
- Лшоно Габоо Бійрушалайм: даваенная проза / Юрка Віцьбіч; Укл. і прад. Л. Юрэвіча; Камен. Ц. Чарнякевіча. — Мн.: Кнігазбор, 2011. — 232 с. — (Бібліятэка Бацькаўшчыны; Кн. 19). — ISBN 978-985-7007-17-2.

### Статьи, произведения в периодических изданиях и сборниках

#### 1932
- Ціхая Руба. Зь дзёньніка Андрэя Шабеты (Памяці мастака Я. Загароўскага) // Полымя Рэвалюцыі. — 1932. — № 1. — С. 7—48.
- Адкрыты ліст да беларускай грамадзкасьці. — Міхельсдорф, 14.11.47. — 2 с.
- Дзьвіна. М. Багдановіч. Возера / А. Крыжаніч // Родны Край. Кн. 1. Чытанка / [Укл. Я. Гладкі]. — Ватэнштэт: выданьне Беларускага Дапамаговага Камітэту, 1946.
- Загад старое казы барабаншчыка… — Міхельсдорф: Гаспода Нашая, 19.04.1947. — 2 с[3].